# (17233) Stanshapiro
(17233) Stanshapiro (2000 DU58) – planetoida z pasa głównego asteroid okrążająca Słońce w ciągu 3,81 lat w średniej odległości 2,44 j.a. Odkryta 29 lutego 2000 roku.